# Fenty Beauty
Fenty Beauty är ett amerikanskt kosmetikföretag grundat 2017 av artisten Rihanna. Sminkmärket är känt för att saluföra kosmetikprodukter för alla hudtoner, inte bara de som traditionellt passar för personer med ljus hudfärg. Sminkkollektionen utsågs av tidskriften Time till en av 2017 års 25 bästa innovationer. Företaget är samägt till 50 procent av lyxvarukonglomeratet LVMH.